# Hans Wetterström
Hans Rolf Wetterström (Nyköping 11 december 1923 - Nyköping, 17 november 1980) was een Zweeds kanovaarder. 
Wetterström won samen met Gunnar Åkerlund tijdens de Olympische Zomerspelen 1948 de gouden medaille in de K-2 10.000 meter. Tijdens dat zelfde jaar werd Åkerlund wereldkampioen op de niet olympische K-4 1000 meter.
Tijdens de wereldkampioenschappen 1950 in het Deense Kopenhagen won Wetterström de gouden medaille in de K-2 10.000 meter en de zilveren medaille op de K-4 1000 meter.
Tijdens de Olympische Zomerspelen 1952 in het Finse Helsinki kwamen Åkerlund en Wetterström vier tiende van een seconde tekort om hun olympische titel te prolongeren en bleven steken op de zilveren medaille.
Tijdens Wetterström zijn derde Olympische Zomerspelen behaalde hij aan de zijde van Carl-Gunnar Sundin de vierde plaats op de K-2 10.000 meter.

## Belangrijkste resultaten

### Olympische Zomerspelen
| Editie | Plaats    | Resultaten     |
| ------ | --------- | -------------- |
| 1948   | Londen    | K-2 10.000m    |
| 1952   | Helsinki  | K-2 10.000m    |
| 1956   | Melbourne | 4e K-2 10.000m |

### Wereldkampioenschappen vlakwater
| Jaar | Plaats     | Resultaten              |
| ---- | ---------- | ----------------------- |
| 1948 | Londen     | K-4 1000m               |
| 1950 | Kopenhagen | K-2 10.000m · K-4 1000m |
| 1954 | Mâcon      | K-4 10.000m             |

1936: Ludwig Landen & Paul Wevers ·
1948: Gunnar Åkerlund & Hans Wetterström ·
1952: Yrjö Hietanen & Kurt Wires ·
1956: László Fábián & János Urányi